# 马蒂亚斯·莱特纳
马蒂亚斯·莱特纳（德語：Matthias Leitner，1935年9月22日—），奥地利男子高山滑雪运动员。他曾代表奥地利参加1960年和1964年冬季奥林匹克运动会高山滑雪比赛，其中1960年冬季奥运会获得一枚银牌。